# Psychiatrische Wochenschrift
Die Psychiatrische Wochenschrift war eine ab dem 1. Mai 1899 erscheinende wöchentliche Fachzeitschrift. Sie sollte einen „zeitgemässen Nachrichtenverkehr“ für „Irrenärzte“ (Psychiater) ermöglichen. Eine Aufgabe der Zeitschrift sollte die Abwehr von Angriffen auf die Irrenanstalten sein. Die Zeitschrift gibt einen guten Überblick der Psychiatrie in Deutschland vor dem Ersten Weltkrieg.
Ab dem 4. Band erschien die Zeitschrift unter dem Namen Psychiatrisch-Neurologische Wochenschrift.
Das Blatt erschien bis etwa 1945. 